# Leptobotia punctata
Leptobotia punctata és una espècie de peix de la família dels cobítids i de l'ordre dels cipriniformes.

## Morfologia
- Fa 7,6 cm de llargària màxima.
- Ulls petits.
- Barbetes sensorials curtes.
- 43 vèrtebres.
- L'origen de l'aleta dorsal és posterior a l'aleta ventral.
- Es diferencia de Leptobotia guilinensis per l'absència de franges verticals (vs. 15-18 en aquella espècie), per tindre més vèrtebres (4 + 39 vs. 4 + 35-36) i perquè l'extrem de l'aleta pelviana no arriba a l'anus.
- Es diferencia de Leptobotia posterodorsalis per tindre nombroses taques blanques al cos (vs. cap taca) i més línies (3-4 vs. 1) a tots dos lòbuls de l'aleta caudal.[3][5]

## Hàbitat i distribució geogràfica
És un peix d'aigua dolça, demersal i de clima tropical, el qual viu a Àsia: Guangxi (la Xina).

## Observacions
És inofensiu per als humans.